# Biel (förvaltningsdistrikt)
Verwaltungskreis Biel/Bienne, franska: Arrondissement administratif de Biel/Bienne är ett förvaltningsdistrikt i förvaltningsregionen Seeland i kantonen Bern i Schweiz, omfattande staden Biel och kommunerna i stadens omgivning.
Distriktet bildades 2010 av kommuner i de tidigare amtbezirken Biel, Nidau och Büren.

## Kommuner
Distriktet består av 19 kommuner:
| Vapen              | Namn                 | Invånare 2023-12-31 | Yta i km² |
| ------------------ | -------------------- | ------------------- | --------- |
| Aegerten           | Aegerten             | 2 391               | 2,16      |
| Bellmund           | Bellmund             | 1 784               | 3,80      |
| Biel/Bienne        | Biel/Bienne          | 55 932              | 21,19     |
| Brügg              | Brügg                | 4 543               | 5,00      |
| Evilard/Leubringen | Evilard / Leubringen | 2 684               | 3,70      |
| Ipsach             | Ipsach               | 3 875               | 1,90      |
| Lengnau            | Lengnau (BE)         | 5 708               | 7,41      |
| Ligerz             | Ligerz               | 517                 | 1,79      |
| Meinisberg         | Meinisberg           | 1 443               | 4,40      |
| Mörigen            | Mörigen              | 888                 | 2,16      |
| Nidau              | Nidau                | 7 072               | 1,52      |
| Orpund             | Orpund               | 3 330               | 3,97      |
| Pieterlen          | Pieterlen            | 5 168               | 8,35      |
| Port               | Port                 | 3 898               | 2,46      |
| Safnern            | Safnern              | 2 020               | 5,62      |
| Scheuren           | Scheuren             | 540                 | 2,11      |
| Schwadernau        | Schwadernau          | 683                 | 4,15      |
| Sutz-Lattrigen     | Sutz-Lattrigen       | 1 401               | 3,57      |
| Twann-Tüscherz     | Twann-Tüscherz       | 1 184               | 12,33     |